# Webflow
Webflow è un editor grafico a sorgente chiuso e proprietario per la creazione di siti web responsivi.

## Storia
La società omonima fu fondata nel 2013 da Sergie Magdalin, da Bryant Chou (ex Chief Tecnical Officer della Vungle) e da Vlad Magdalin, creatore della Intuit Brainstorm, società di servizi finanziari e fiscali-contabili per professionisti e PMI. Nello stesso anno, fu selezionata e finanziata dall'incubatore d'impresa statunitense Y Incubator, ottenendo successivamente altre entrate di venture capital da parte di Khosla Ventures, Tim Draper e altri investitori del settore hi-tech.
Nel medesimo mercato diretto operano anche Squarespace, Weebly, Wix.com e Webydo.

## Descrizione
La sua principale caratteristica è quella di funzionare come un'applicazione di tipo SaaS che permette di creare interi siti mediante semplici azioni di copia e incolla, in assenza di ulteriore programmazione di codice HTML, di CSS e JavaScript vari.

Webflow condensa in un unico pacchetto molti degli aspetti dello sviluppo web e della successiva fase di distribuzione, generando il codice mentre i designer collaborano in rete utilizzando l'interfaccia grafica dell'applicazione.